# Бене (Вандеја)
Бене (фр. Benet) насеље је и општина у западној Француској у региону Лоара, у департману Вандеја која припада префектури Фонтне ле Конте.
По подацима из 2011. године у општини је живело 3775 становника, а густина насељености је износила 75,48 становника/km². Општина се простире на површини од 50,01 km². Налази се на средњој надморској висини од 44 метара (максималној 84 m, а минималној 1 m).

## Демографија
| 1962. | 1968. | 1975. | 1982. | 1990. | 2011. |
| ----- | ----- | ----- | ----- | ----- | ----- |
| 2.872 | 2.583 | 2.761 | 3.062 | 3.224 | 3.775 |